# Postawy
Postawy, Pastawy (biał. Паставы, Pastawy, ros. Поставы) – miasto na Białorusi, centrum administracyjne rejonu postawskiego obwodu witebskiego. Położone w północnej części kraju na Pojezierzu Białoruskim, nad rzeką Miadziołką – dopływem Dzisny, 20 km od granicy z Litwą. Od zachodu graniczy z jeziorem Zadziewskim. Leży na historycznej Wileńszczyźnie. Liczba mieszkańców wynosi 19 881 (2018 r.). W mieście krzyżują się drogi R27 i R110.
Miasto magnackie położone było w końcu XVIII w. w powiecie oszmiańskim województwa wileńskiego.
W mieście jest stacja kolejowa Postawy.

## Herb
Herb Postaw został ustanowiony 20 stycznia 2006 r. ukazem prezydenta Białorusi nr 36.

## Historia

### Starożytność
Według danych archeologicznych starożytna osada w miejscu Postaw istniała w 2. tysiącleciu p.n.e. na północnym brzegu jeziora Zadziewskiego. Podczas prac wykopaliskowych znaleziono skrobaki krzemienne, groty, noże i ceramiczne części.

### Średniowiecze
Pierwsza pisemna wzmianka Postaw, zwanych Posadnik pochodzi z 996 r. Rosyjski historyk Siergiej Fiodorow w swojej pracy „Osady na północno-zachodnim terytorium Wielkiego Księstwa Litewskiego”, opublikowanej w Sankt Petersburgu, napisał: „osada powstała w 996 r. Despot Zenowicz, przyjezdny magnat, upodobał sobie to miejsce i założył w 1005 r. (osadę)”. Prawdopodobnie w 1409 r. Wielki Książę Witold podniósł Postawy do rangi miasteczka.

### W I Rzeczypospolitej
W 1522 r. właściciel miejscowych dóbr Jan Zenowicz wzniósł na rynku drewniany kościół parafialny Niepokalanego Poczęcia Najświętszej Maryi Panny (przebudowany w 1760 r., rozebrany po powstaniu styczniowym). Miasteczko znajdowało się wówczas w powiecie oszmiańskim, województwie wileńskim w Wielkim Księstwie Litewskim. W 1579 r. Postawy znalazły się na trasie pochodu króla Stefana Batorego na Połock. Wyznaczono tu punkt zborny artylerii. Następnie transportowano ją rzekami Miadziołką i Dziśnienką do Dzisny. Na początku XVII w. majątek i miasteczko stały się własnością Biegańskich. W 1628 r. Postawy zostały ośrodkiem wolnego handlu. Z Postaw prowadziły drogi do Miadzioła, Głębokiego i Druji. Po drugiej stronie rzeki znajdowało się przedmieście Miadziołka, które miało obszar 17 jardów. Łącznie Postawy zajmowały wówczas obszar 66 jardów. Poza granicami miasta nie było domostw.
W 1640 r. na północny zachód od centrum miejscowości, na wyspie utworzonej przez rzekę i kanał Miadziołka, sekretarz króla Władysława IV Wazy, Stanisław Biegański, ufundował kościół i klasztor ojców franciszkanów. Podczas wojny trzynastoletniej miasto zostało zniszczone przez Rosjan, ocalało tylko 5 domów.
W ostatnich latach I Rzeczypospolitej Postawy znane były jako miasteczko sądowe bardzo rozległego powiatu oszmiańskiego: od 1775 r. na zmianę z Oszmianą odbywały się tu sądy powiatowe. W 1780 r. otwarto w Postawach tak zwaną szkołę podwydziałową, znajdującą się pod zarządem Szkoły Głównej Wileńskiej, czyli późniejszego Uniwersytetu Wileńskiego. Postawy należały m.in. do Deszpotów i Zenowiczów, zaś w drugiej połowie XVIII w. do Antoniego Tyzenhauza. Nastąpił wóczas rozwój i rozbudowa miasteczka. Antoni Tyzenhauz, słynny reformator epoki stanisławowskiej urządził w Postawach swoją główną siedzibę i zamienił miasteczko w promieniujący na okolicę ośrodek kultury i oświaty. Staraniem Tyzenhauzów Postawy w 1791 r. otrzymały prawa miejskie i stały się na krótko (w latach 1791–96) stolicą powiatu zawilejskiego.

### Okres zaborów

Pałac w Postawach w 1842 roku

W 1795 r. w wyniku III rozbioru Polski Postawy zostały włączone do powiatu dziśnieńskiego w zaborze rosyjskim. W latach 1814–1853 Postawy należały do Konstantego Tyzenhauza, który założył tu muzeum ornitologiczne i galerię sztuki, w której w 1840 roku było ponad 60 dzieł. 26 czerwca 1863 r. podczas powstania styczniowego, w Kropiwnikach niedaleko Postaw, został rozbity oddział Leona Czechowicza herbu Ostoja. Przedtem został on z 30 ludźmi odcięty po bitwie pod Lubkami niedaleko Iży i udał się w powiat dziśnieński. W potyczce poległo 3 powstańców, a 8 dostało się do niewoli, wśród nich dowódca. W 1880 r. majątek przeszedł w posiadanie Przeździeckich. W końcu XIX w. miasto liczyło 2400 mieszkańców. Do jego rozwoju przyczyniła się budowa w 1897 r. linii kolejowej z Podbrodzia do Królewszczyzny. W latach 1898–1904 na fundamentach i piwnicach dawnego klasztoru franciszkanów wybudowano ceglany kościół św. Antoniego Padewskiego według projektu Artura Goebla.
W latach 1899–1914 przy ul. Wileńskiej, na terenie majątku Przeździeckich, funkcjonowała szkoła polowań - oficerska szkoła kawalerii, filia Wyższej Oficerskiej Szkoły Kawalerii w Sankt Petersburgu. W polowaniach uczestniczyli m.in. Mikołaj II, Mikołaj Mikołajewicz, Fiodor Arturowicz Keller, Aleksiej Brusiłow, Carl Gustaf Mannerheim, Aleksiej Ignatjew, Piotr Krasnow.
W latach 1903 i 1905 w domu aptekarza Kazimierza Parniewskiego przy ul. Zadziewskiej, przed carską policją ukrywał się Józef Piłsudski. W 1938 r. starosta postawski Tadeusz Wielowiejski uroczyście odsłonił tablicę upamiętniającą tamte wydarzenia. W budynku znajdowały się organizacje kulturalne i edukacyjne oraz pokój-muzeum Józefa Piłsudskiego.
W czasie I wojny światowej zniszczono kościół św. Antoniego Padewskiego. W Postawach znajdował się pomnik upamiętniający niemieckich żołnierzy, obecnie nieistniejący.

### II Rzeczpospolita i II wojna światowa
W czerwcu 1919 r., zajmująca odcinek pod Postawami, 3 kompania 6 pułku piechoty Legionów, dowodzona przez ppor. Jana Niemierskiego, została otoczona w mieście przez przeważające siły nieprzyjaciela. Przez trzy dni (19–21 czerwca 1919 r.) kompania broniła się odpierając natarcia sowieckie, aż do nadejścia odsieczy.
1 czerwca 1920 r. 159 pp wielkopolskiej, należący do VII Brygady Rezerwowej, uderzył dwoma batalionami na Postawy zajęte przez oddziały sowieckie. Nieprzyjaciel powstrzymał atak IV batalionu. Powodzenie uzyskał III batalion, który o godz. 8 zajął Postawy. W walkach zdobyto dwa działa. 159 pp wlkp. stracił 7 zabitych i 31 rannych.
| Obecne            | Historyczne                   |
| ----------------- | ----------------------------- |
| 17 września       | Zadziewska                    |
| Gagarina          | Zarzeczna                     |
| Plac Komsomolski  | Rynek Zadziewski              |
| W. Klara          | Konstantego Tyzenhauza        |
| Krupskiej (część) | Sosnowa Szkolna               |
| Plac Lenina       | Stary Rynek Plac Piłsudskiego |
| Lenina            | Brasławska                    |
| Maksima Gorkiego  | Bazyliańska                   |
| Pawlika Morozowa  | Jurysdyka                     |
| Pionierska        | Topolowa                      |
| Sowiecka          | Wileńska                      |
| Pracownicza       | Klonowa Szkolna               |
| Armii Czerwonej   | Łuczajska B. Pierackiego      |
| Komsomolska       | 11 listopada                  |
| Październikowa    | Polna                         |

Po odzyskaniu przez Polskę niepodległości miasto zostało siedzibą powiatu postawskiego i wiejskiej gminy Postawy w województwie wileńskim, a liczba mieszkańców zaczęła szybko rosnąć. W latach dwudziestych odbudowano kościół parafialny. W 1934 r. wzniesiono pomnik obok mogiły zbiorowej ponad 30 żołnierzy polskich poległych w latach 1919–1920 podczas wojny polsko-bolszewickiej. W 1939 r. Sowieci zdewastowali pomnik, a następnie próbowali go przewrócić za pomocą czołgów. Zdołali go jednak tylko pochylić. Następnie chciano go wysadzić w powietrze, jednak nie zrobiono tego w wyniku protestów mieszkańców. Żelazne krzyże usunięto, a kości leżących tam żołnierzy wywieziono podobno w okolice Postaw. W miejscu cmentarza wybudowano dwupiętrowy dom. Zdewastowany pomnik stoi do dziś, odseparowany od rynku tym budynkiem. 18 i 19 sierpnia 1931 r. odbył się w Postawach kongres eucharystyczny. W 1935 r. w Postawach odbyła się wystawa lniarska. W latach 30. XX w. wybudowano koszary 23 pułku ułanów grodzieńskich.

Postawy za czasów II Rzeczypospolitej:
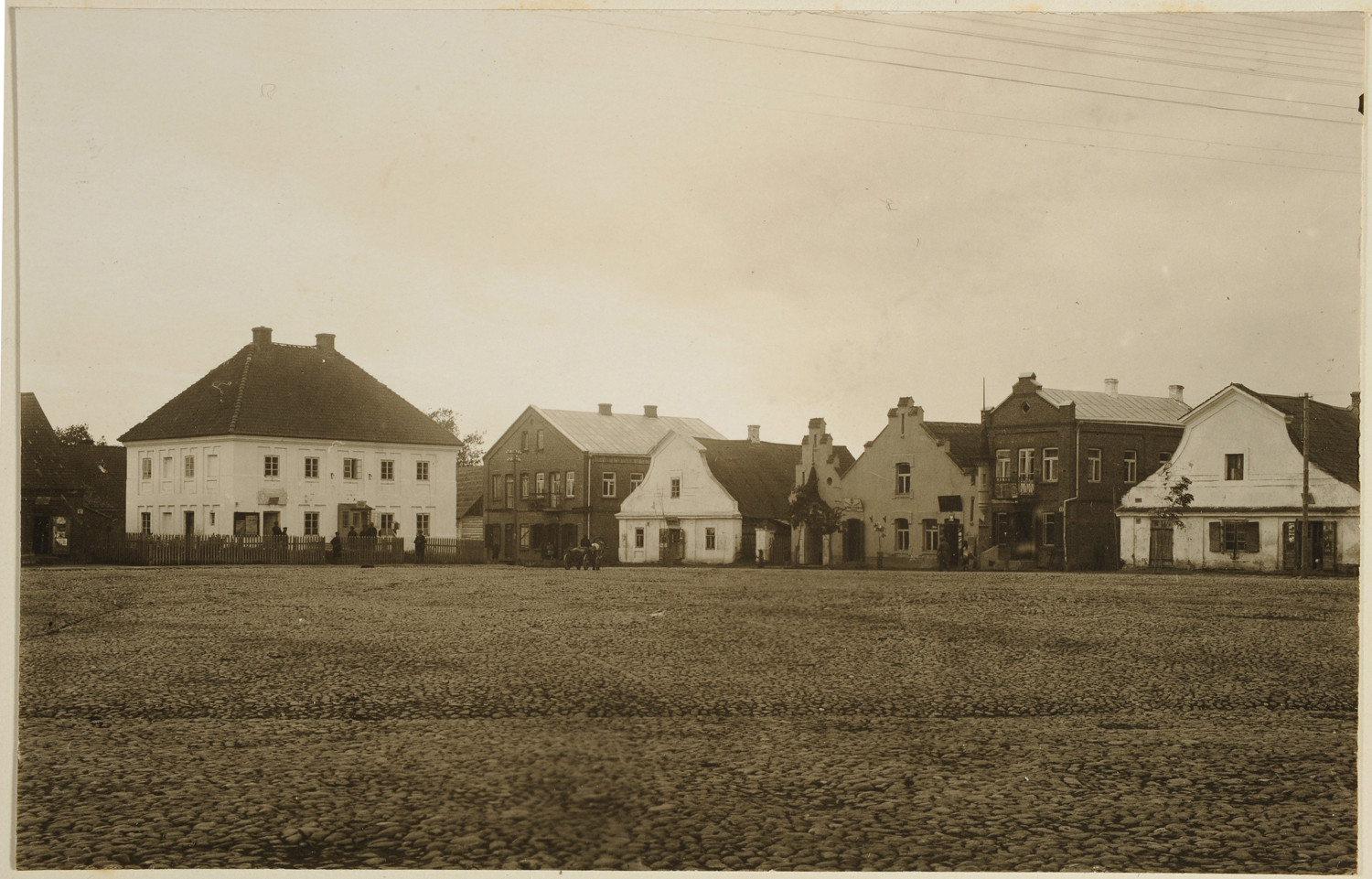
Stary Rynek
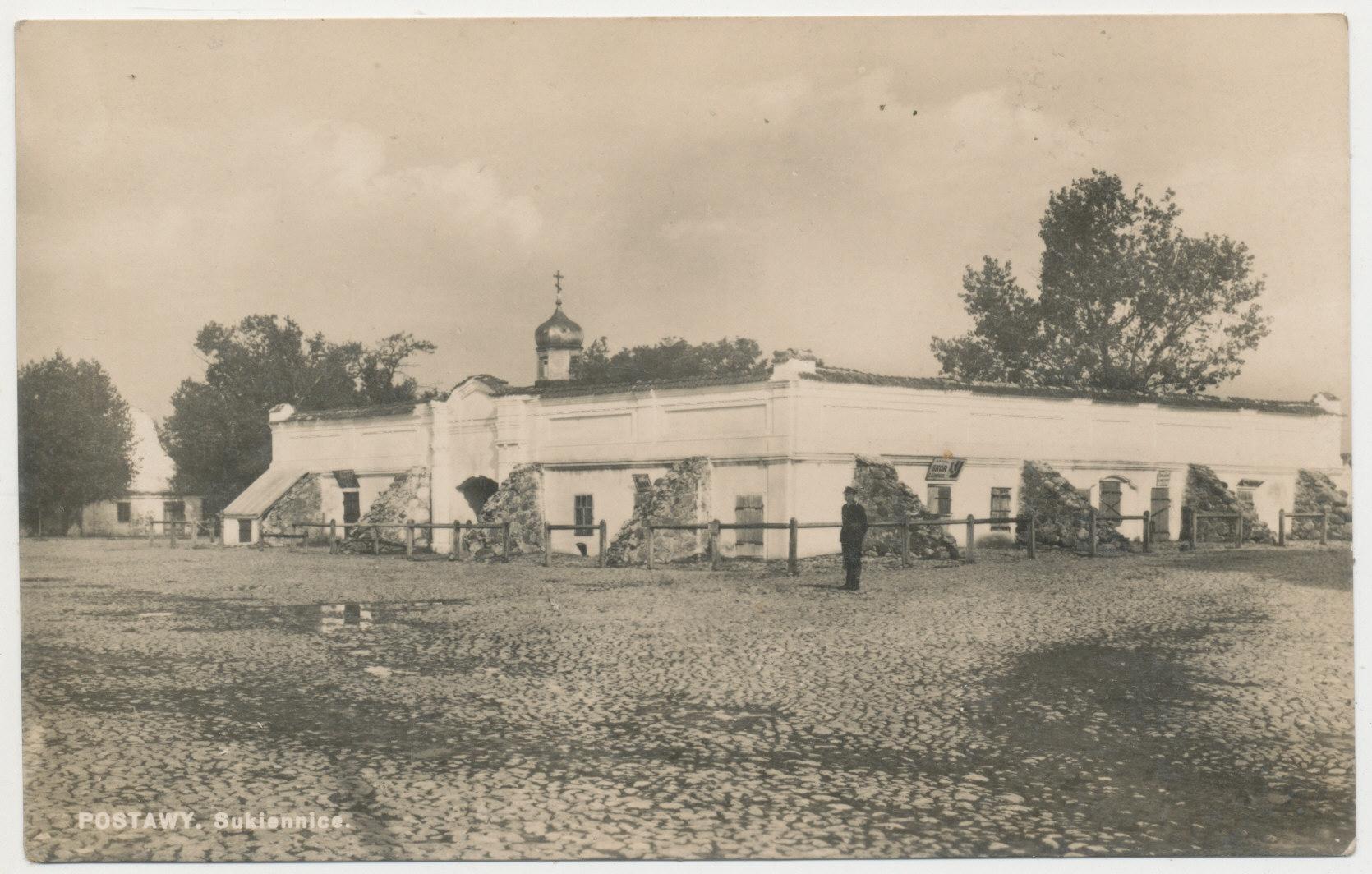
Sukiennice
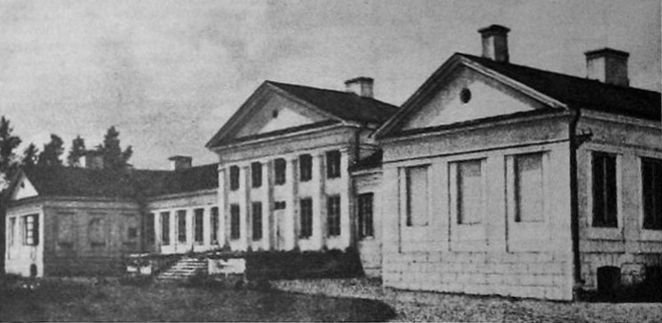
Pałac Tyzenhauzów i Przeździeckich
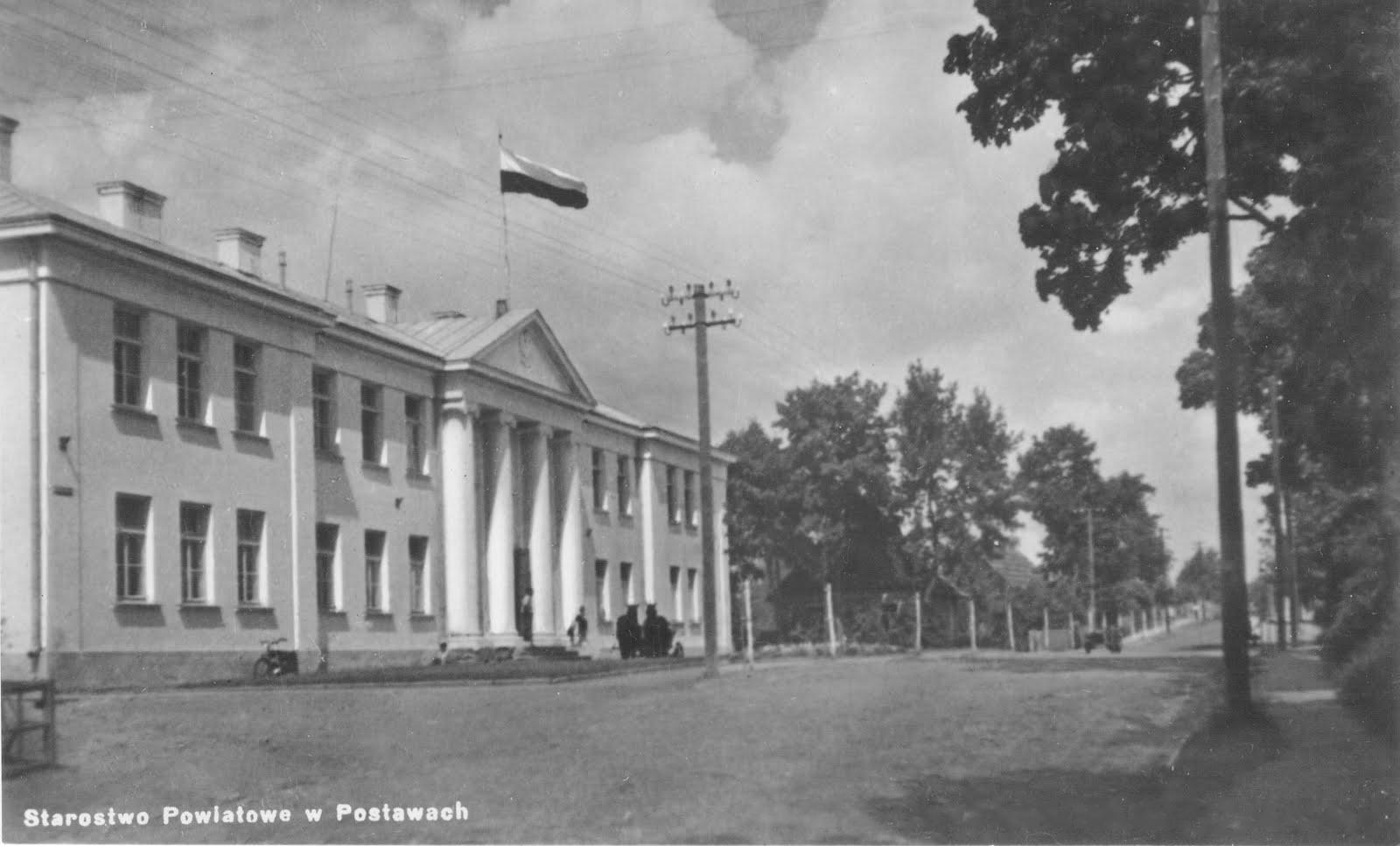
Starostwo Powiatowe
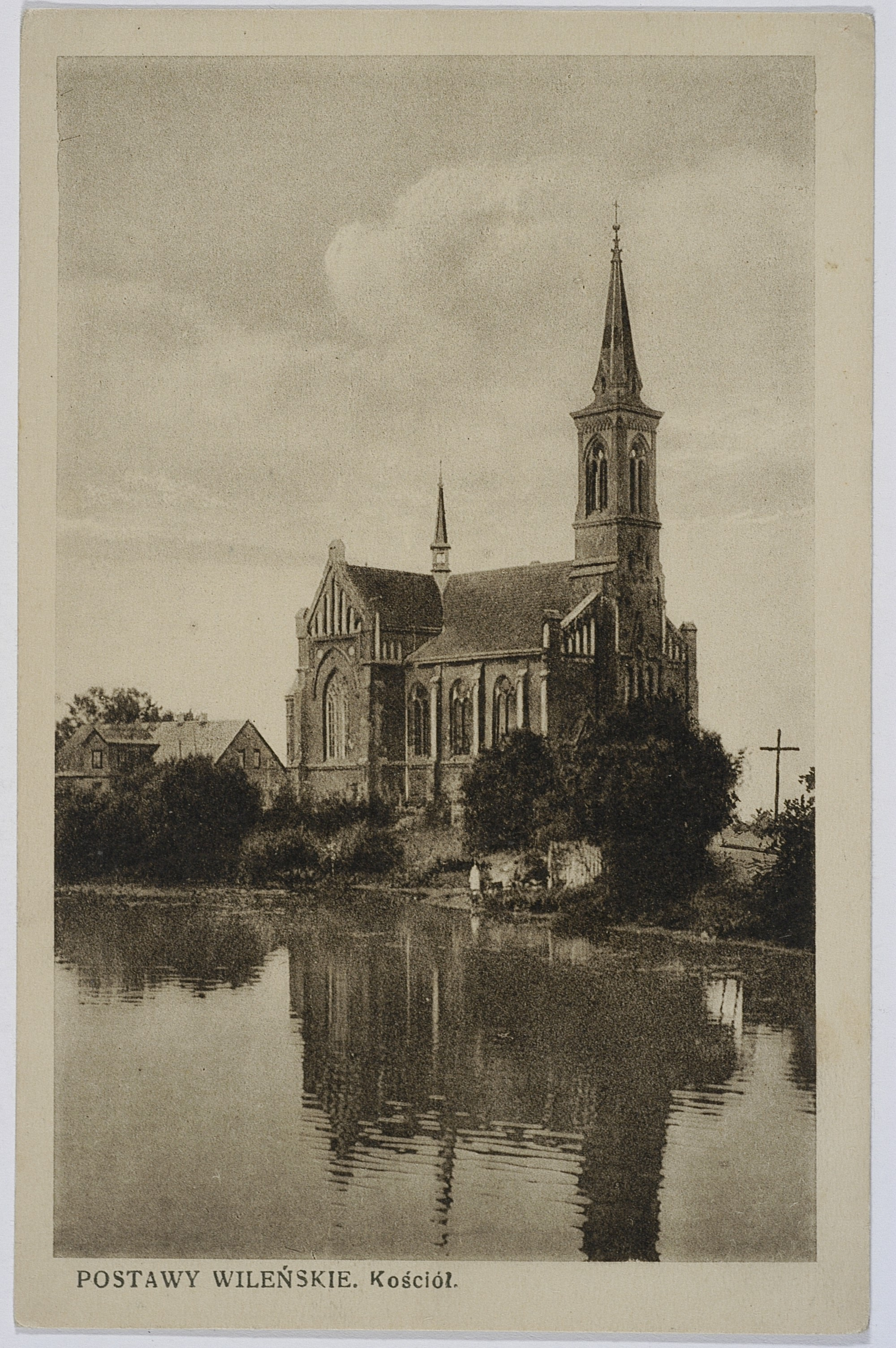
Kościół św. Antoniego Padewskiego
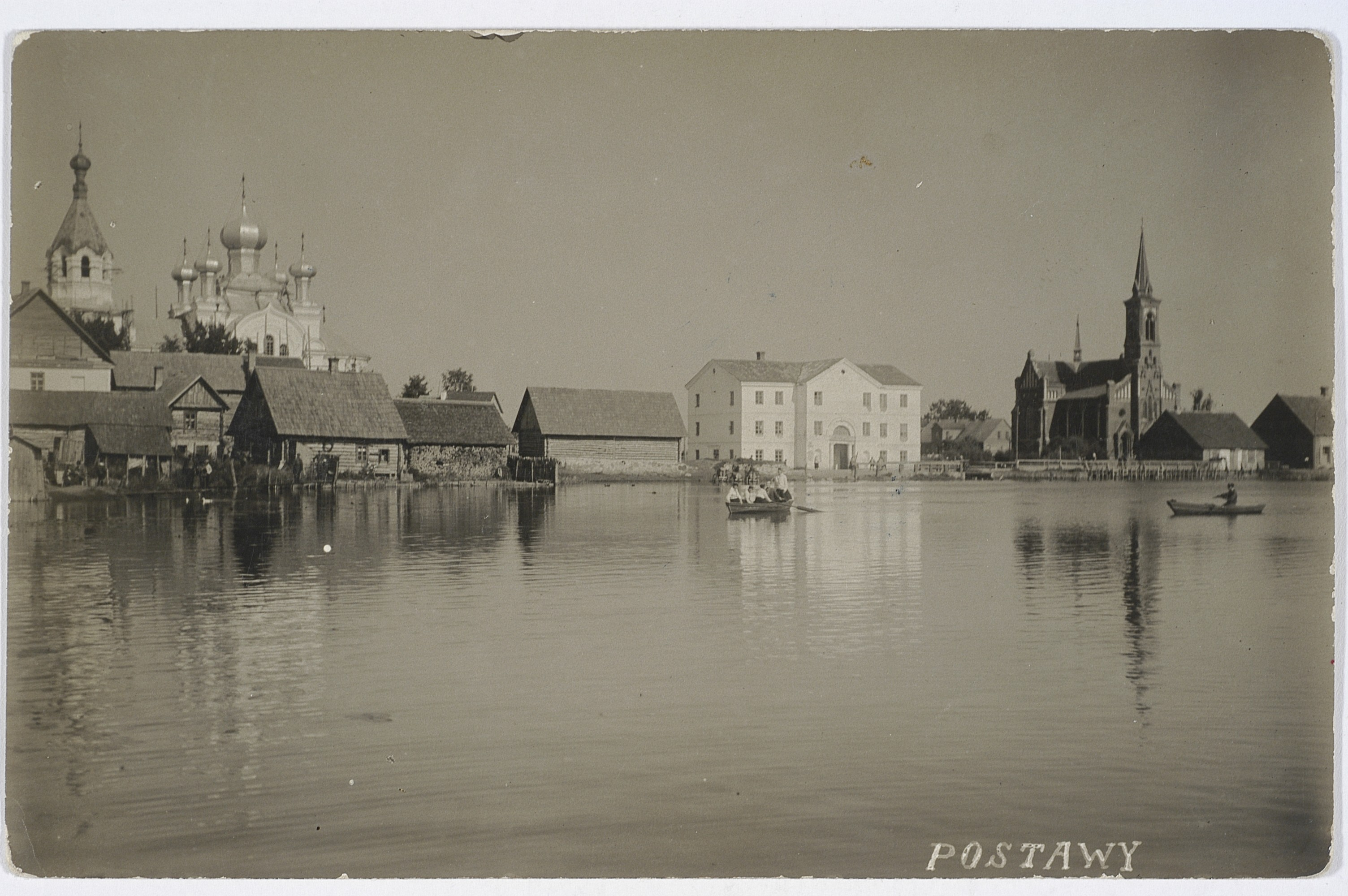
Powódź w 1930 r.
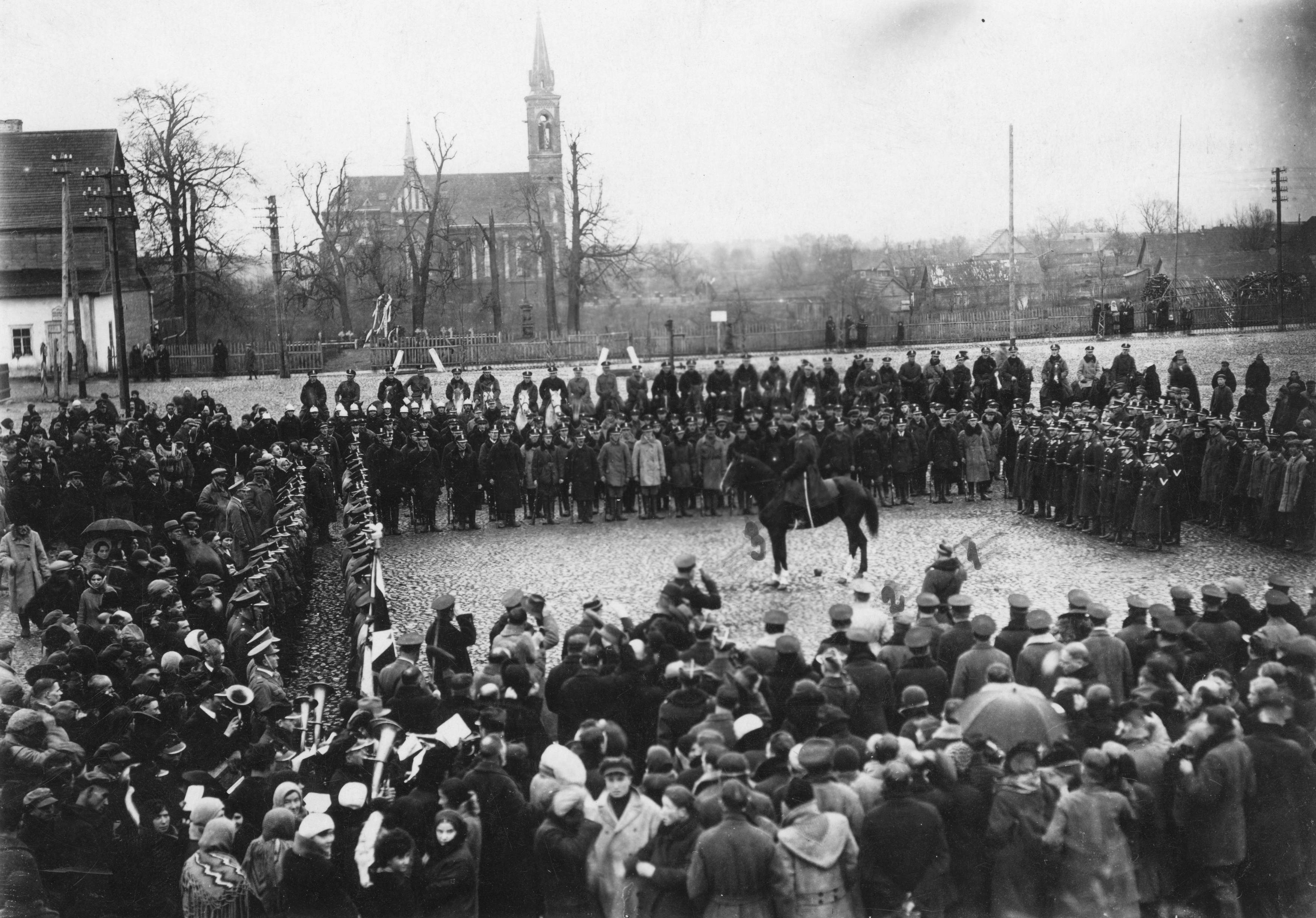
Obchody Święta Niepodległości 11.11.1931 r. na Starym Rynku
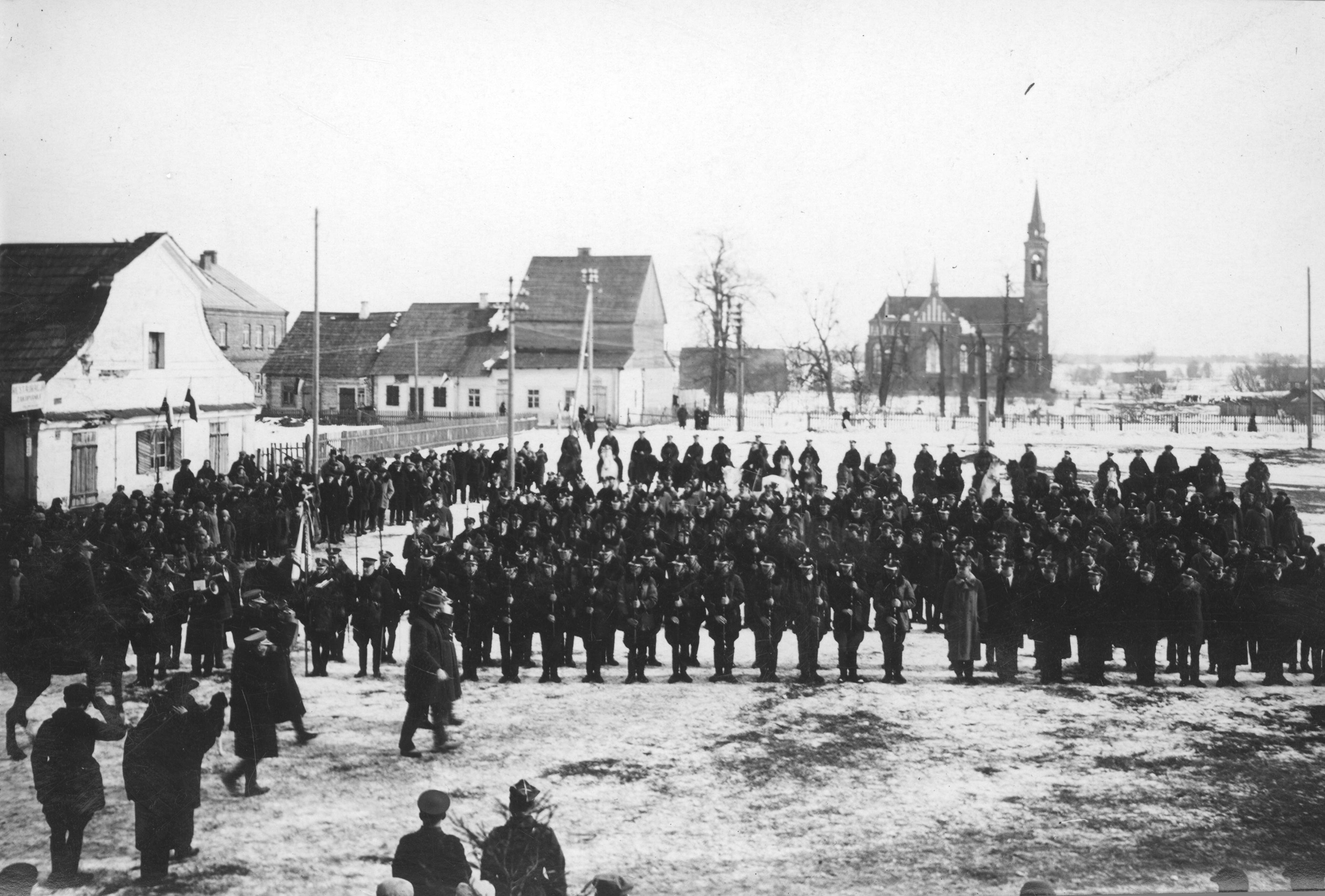
Batalion rezerwistów przed wymarszem na uroczyste nabożeństwo z okazji imienin Józefa Piłsudskiego, 19.03.1932 r.
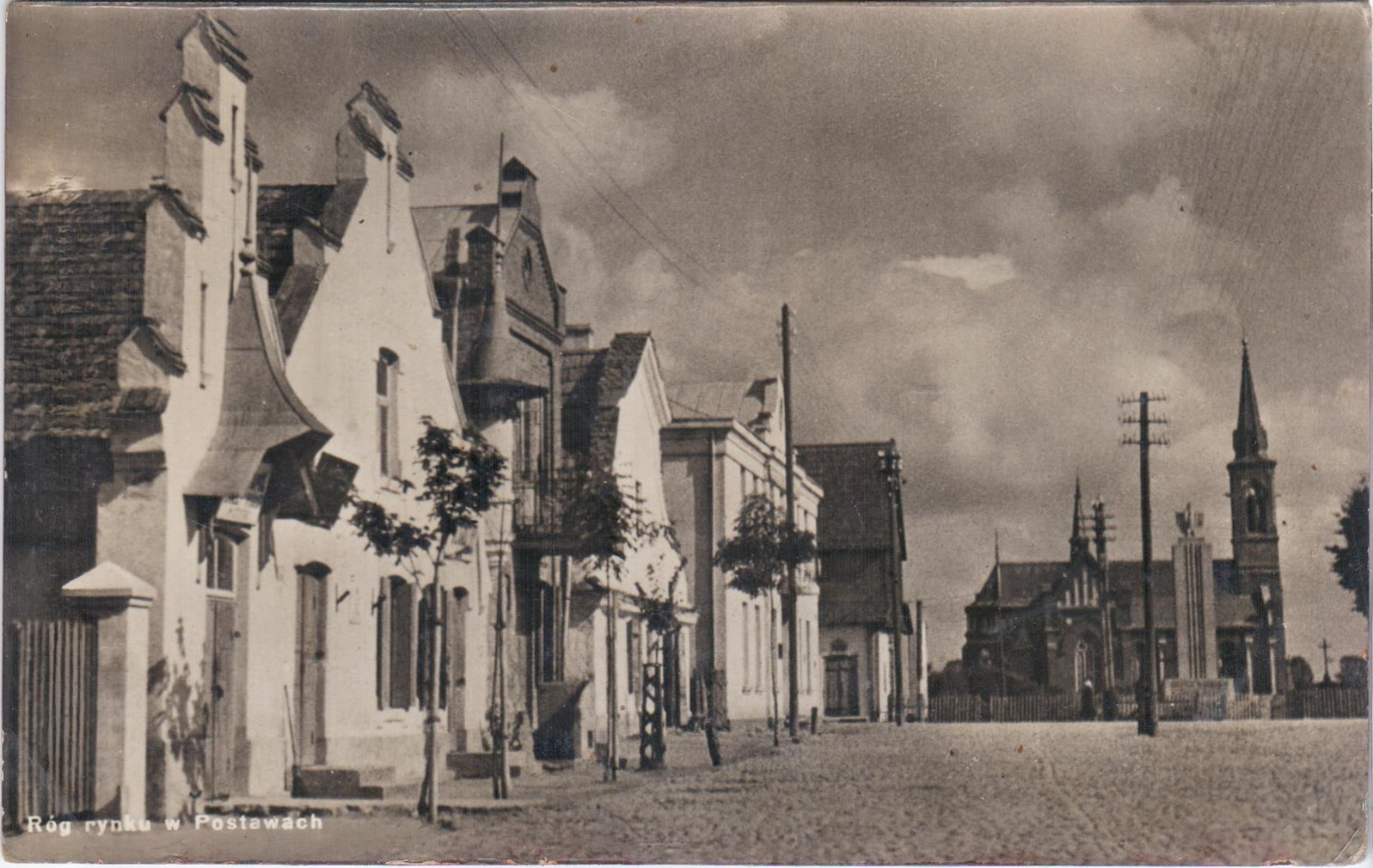
Stary Rynek, po prawej pomnik polskich żołnierzy poległych w wojnie polsko-bolszewickiej i kościół św. Antoniego Padewskiego
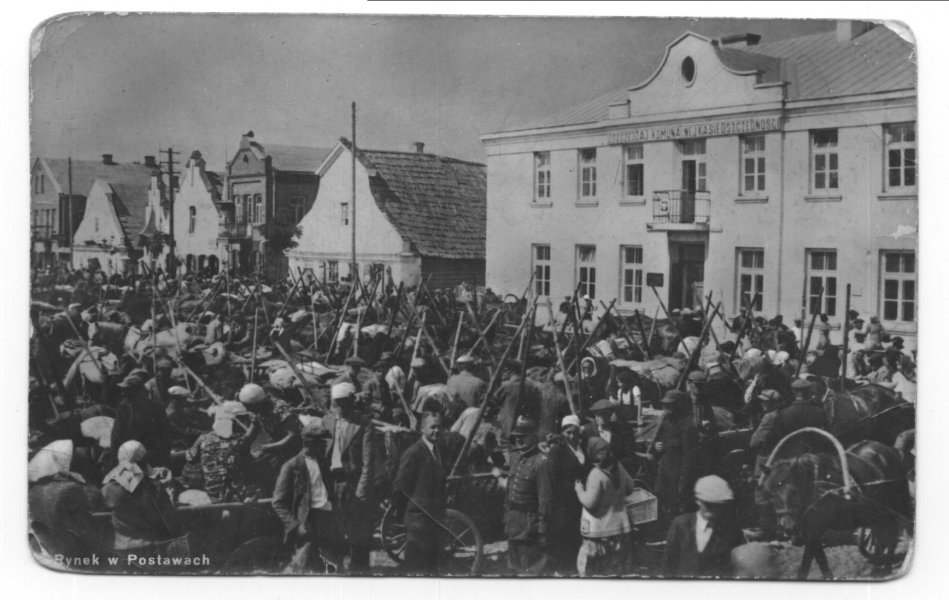
Stary Rynek, po prawej Kasa Oszczędności

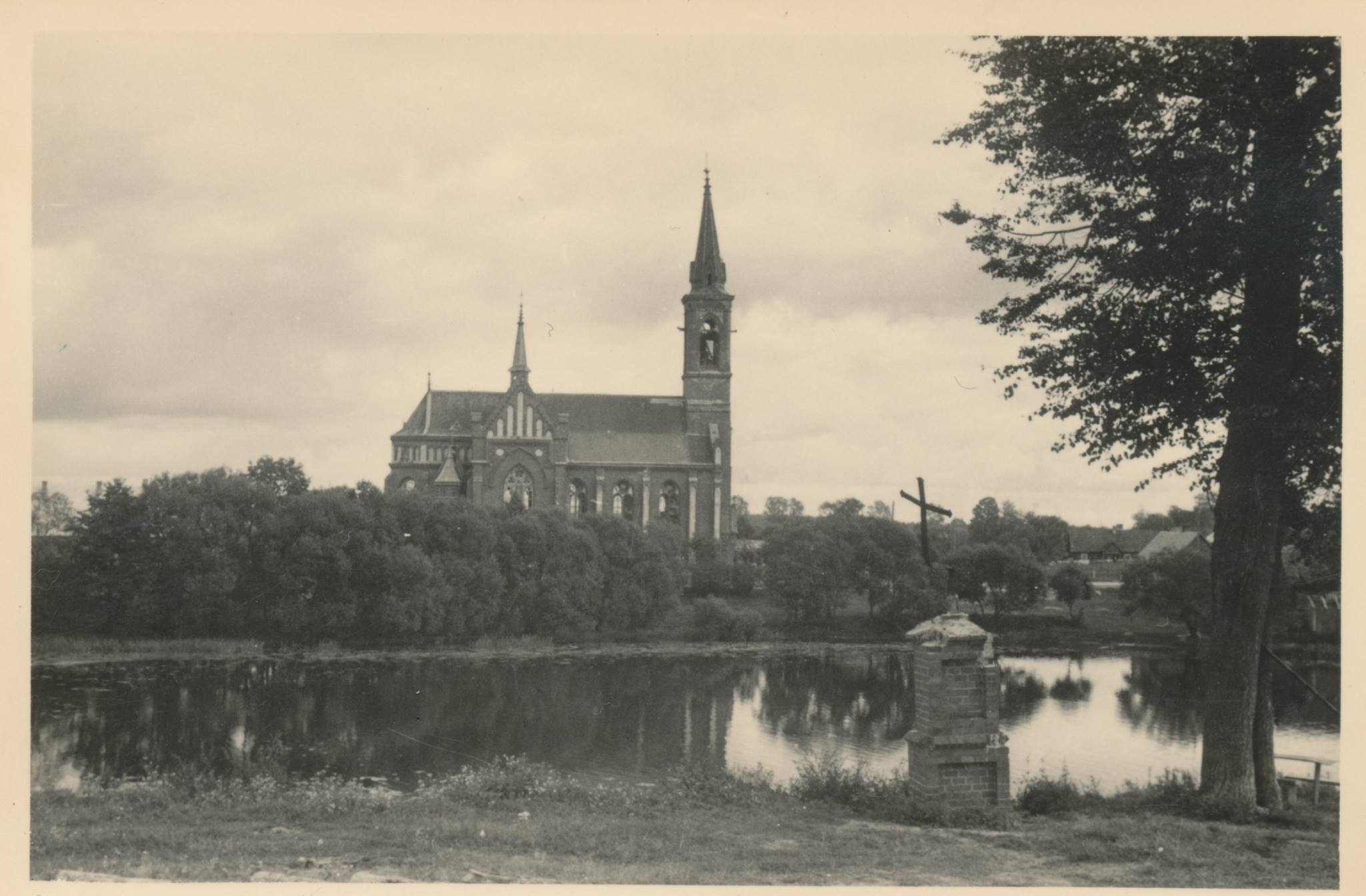
Postawy w 1941 r.

Od września 1939 r. do 1941 r. miasteczko znalazło się pod okupacją sowiecką, a później w latach 1941–1944 pod okupacją niemiecką. W 1940 r. Sowieci zburzyli sukiennice znajdujące się na rynku wybudowane w drugiej połowie XVIII wieku. Postawy leżały w dystrykcie Głębokie Komisariatu Generalnego Białorusi. Ze względu na liczną społeczność żydowską zamieszkującą miasto Niemcy w sierpniu 1941 r. utworzyli getto. Do listopada 1942 r. zabito około 4000 Żydów. W 1942 r. Niemcy rozstrzelali ks. Bolesława Maciejewskiego, który był miejscowym proboszczem od 1933 r. 5 lipca 1944 r. do miasta wkroczyła 145 Dywizja Strzelców Armii Czerwonej.

### Okres powojenny
W latach 1944–1991 Postawy znajdowały się w Białoruskiej SRR. W latach 50. komuniści zburzyli cerkiew pounicką. Budynek został zbudowany w XVIII w. Do 1815 r. mieścił się tam sąd. Gdy spłonęła drewniana cerkiew, Konstanty hrabia Tyzenhauz oddał budynek prawosławnym. W 1893 r. została zbudowana nowa murowana cerkiew prawosławna św. Mikołaja Cudotwórcy. W 1959 r. odebrano wiernym kościół św. Antoniego Padewskiego, który został im zwrócony w 1989 r. Na cmentarzu znajduje się kwatera polskich żołnierzy poległych w wojnie polsko-bolszewickiej ekshumowanych z miejscowości Bahudziuki, Hoduciszki, Komaje, Koziany, Michaliszki, Ozierawo, Platerów, Podzisieniki, Przewoźniki, Rabieki, Wielka Olsia, Wilejty, Winogrady.
W dawnych koszarach 23 pułku ułanów grodzieńskich początkowo stacjonował 25 pułk pancerny 3 Armii, a w latach 50. XX w. 45. Gwardyjska Zwienigorodska Dywizja Pancerna. Od 1 lipca 1960 r. znajdowała się tutaj jednostka Wojsk Rakietowych Przeznaczenia Strategicznego ZSRR. Stacjonował tu 346 pułk rakietowy wchodzący w skład 32 dywizji rakietowej, której sztab miał w Postawach swoją siedzibę. Początkowo pułk dysponował dwoma wyrzutniami rakiet naziemnych i jednej minowej z rakietami R-12, R-12U, od 1977 roku był uzbrojony w RK 15P645, a od 1991 r. w RK Topol. Na północ od Kościeniów i na północ od Kozian wzniesiono bazy rakietowe. Na południe od Jeziorek w 1983 r. wybudowano lotnisko eskadry śmigłowców. W 1993 r. jednostkę wojsk rakietowych rozformowano. Część dawnych zabudowań w Postawach i lotnisko w Jeziorkach przejęła Komenda Straży Granicznej. Część budynków w Kościeniach przeznaczono na Dziecięce Centrum Rehabilitacji. W 1954 r. w Nowym Dworze wybudowano wojskową bazę lotniczą, która funkcjonowała do 1995 r.
Obecnie w Postawach mieści się siedziba władz rejonu w obwodzie witebskim. Przedmieścia Postaw są zabudowane drewnianymi domami w otoczeniu ogródków. Główna ulica, biegnąca ze wschodu na zachód, przecina rzekę Miadziołkę rozlaną tu w dwa stawy. Przy rozdzielającym je moście znajduje się tama i zabytkowy, późno klasycystyczny młyn wodny z drugiej połowy XIX w. z zachowanymi starymi mechanizmami. Na brzegu mniejszego ze stawów stoi neogotycki kościół św. Antoniego Padewskiego. Od mostu niedaleko do Rynku. Dzięki jego unikalnej, zabytkowej zabudowie Postawy uważane są za jedno z najciekawszych pod względem architektonicznym i urbanistycznym miast Białorusi.
W mieście znajduje się stadion piłkarski o pojemności 2000 osób, na którym mecze rozgrywał klub piłkarski PMC Postawy.

## Demografia
Do 1939 r. Postawy składały się z trzech osobnych jednostek osadniczych. Miasteczka, folwarku (późniejsza osada-cegielnia) oraz stacji kolejowej.
Według Powszechnego Spisu Ludności z 1921 r. oraz Drugiego Powszechnego Spisu Ludności zamieszkiwało:
- miasteczko – 974 osoby, 350 było wyznania rzymskokatolickiego, 223 prawosławnego, 1 ewangelickiego, 12 staroobrzędowego, 368 mojżeszowego i 20 mahometańskiego. Jednocześnie 422 mieszkańców zadeklarowało polską przynależność narodową, 211 białoruską, 339 żydowską a 2 inną. Było tu 146 budynków mieszkalnych[19]. W 1931 r. w 555 domach zamieszkiwało 3050 osób[20].
- folwark – późniejszą cegielnię  – 34 osoby, 14 było wyznania rzymskokatolickiego, 20 prawosławnego. Jednocześnie 19 mieszkańców zadeklarowało polską przynależność narodową, 14 białoruską a 1 inną. Był tu 1 budynek mieszkalny[19]. W 1931 r. w 3 domach zamieszkiwało 51 osób[20].
- stację kolejową  – 66 osób, 43 było wyznania rzymskokatolickiego, 14 prawosławnego a 8 mojżeszowego. Jednocześnie 41 mieszkańców zadeklarowało polską przynależność narodową, 15 białoruską, 8 żydowską a 2 inną. Było tu 9 budynków mieszkalnych[19]. W 1931 r. w 19 domach zamieszkiwało 155 osób[20].

## Przemysł
W mieście rozwinął się spożywczy oraz lniarski.

## Zabytki

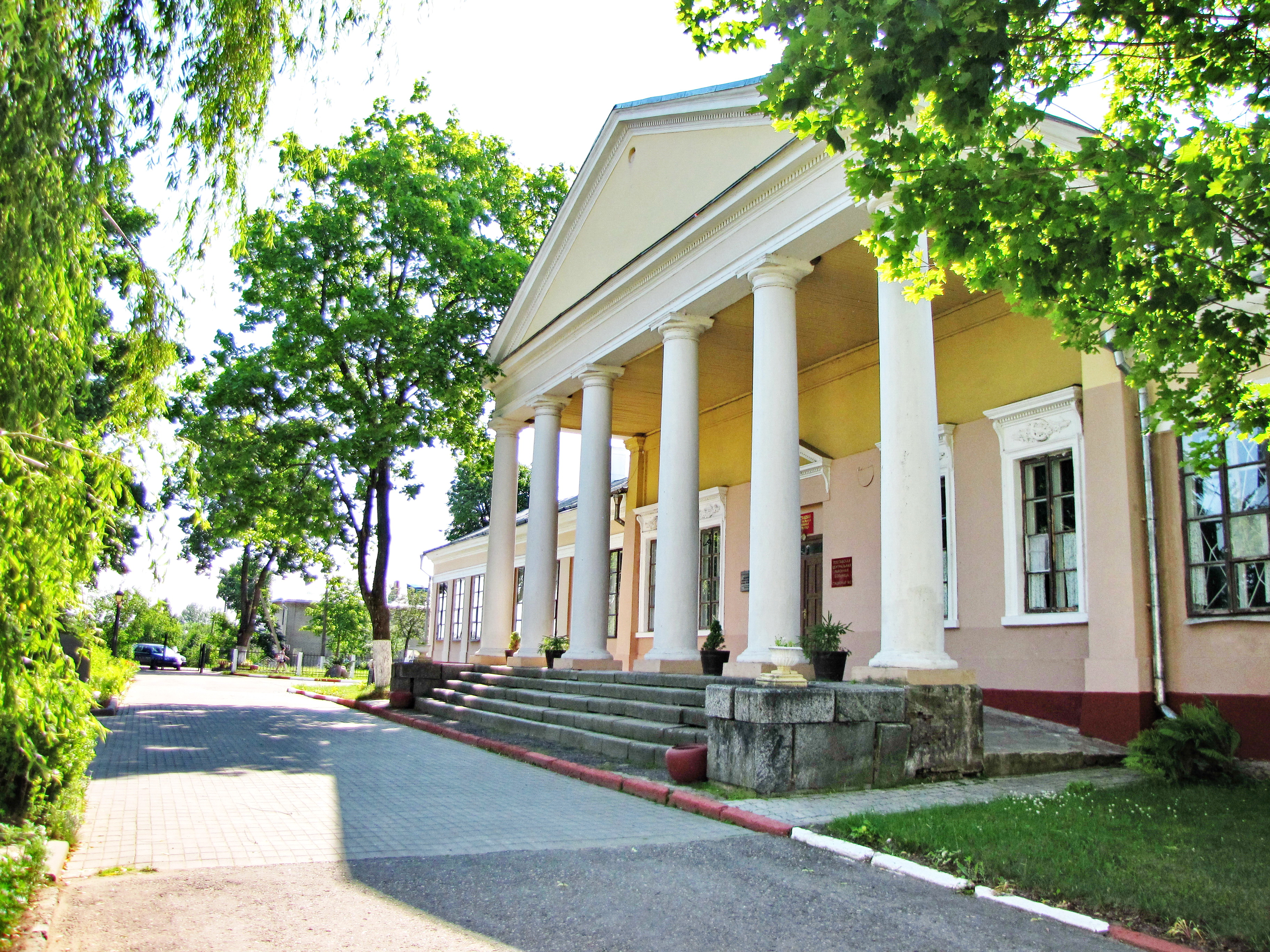
Pałac Tyzenhauzów i Przeździeckich

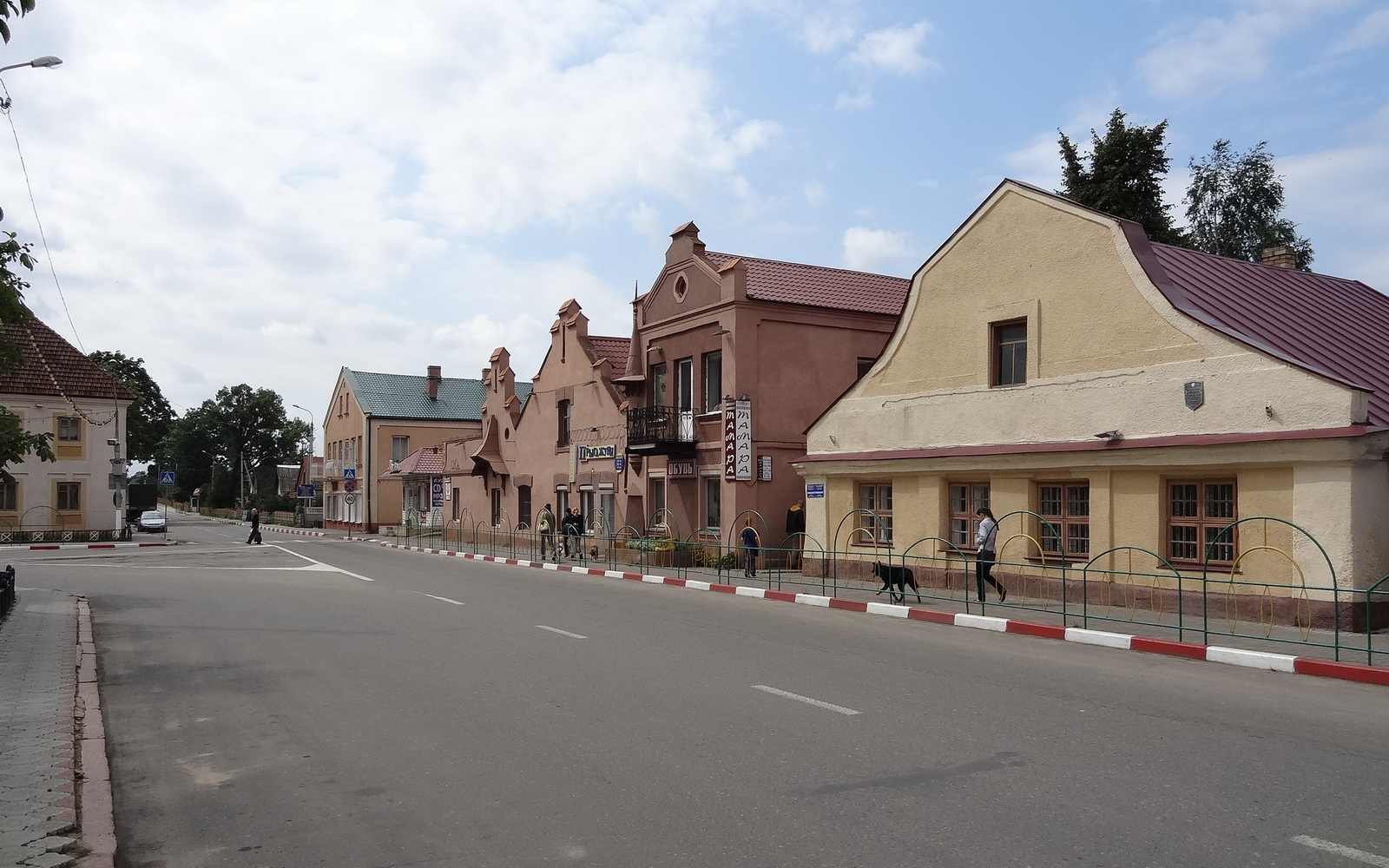
XVIII-wieczne kamienice na północnej stronie dawnego Starego Rynku

- Klasycystyczny pałac Tyzenhauza z 2 poł. XVIII w. Do 1939 r. należał do hrabiów Przeździeckich. Po II wojnie światowej przebudowany na szpital, który jest w nim do dziś.
- Park krajobrazowy – fragmenty dawnego parku otaczającego pałac z systemem stawów, kanałów i alej.
- Kościół św. Antoniego Padewskiego wybudowany w latach 1898–1904
- Cerkiew św. Mikołaja Cudotwórcy wybudowana w 1893 r.
- Plac Targowy, ob. Plac Lenina (zespół zabudowy dawnego rynku) z barokowymi kamienicami i kramnicami (2 poł. XVIII wieku) wybudowanymi dla pracowników manufaktur Antoniego Tyzenhauza.
- Muzeum Krajoznawcze
- Synagoga i cmentarz żydowski
- Młyn wodny (XIX w.)
- Budynek administracyjny Starostwa Powiatowego powiatu postawskiego II RP

### Zniszczone obiekty zabytkowe
- Budynek sądu z XVIII w., od 1815 r. cerkiew unicka, następnie prawosławna, zburzona w latach 50. XX w.
- Sukiennice z drugiej połowy XVIII w., zburzone w 1940 r.
- Szkoła oficerska
- Browar Marii Przeździeckiej

## Religia

### Cerkiew prawosławna
Miasto jest siedzibą dekanatu postawskiego (w eparchii połockiej i głębockiej) oraz należącej do niego parafii pw. św. Mikołaja Cudotwórcy. Świątynią parafialną jest cerkiew z lat 90. XIX w.

### Kościół rzymskokatolicki

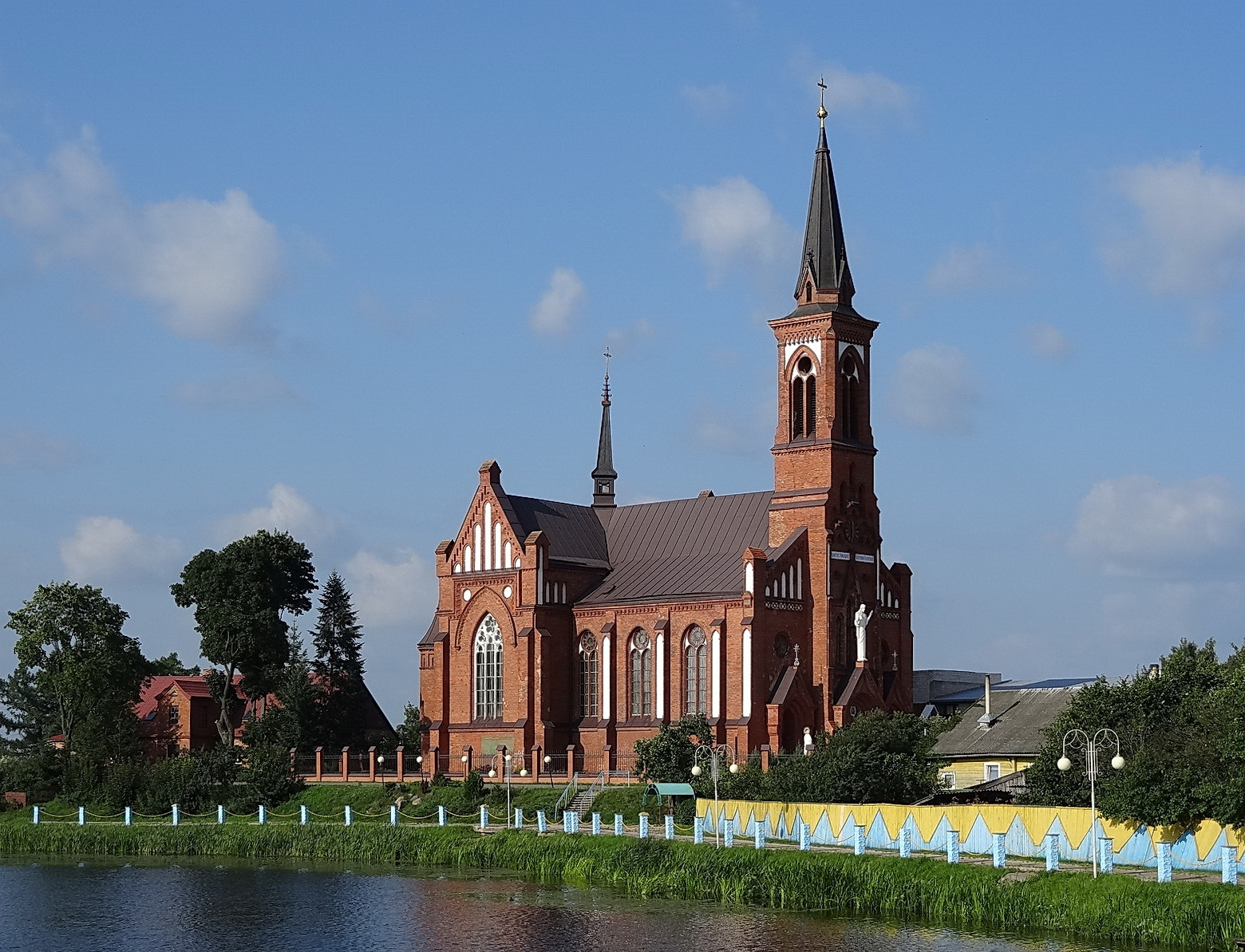
Kościół św. Antoniego Padewskiego

Rzymskokatolicka parafia w Postawach powstała w XVI w. Pierwszy drewniany kościół ufundował Jan Zenowicz herbu Deszpot. Obecna, murowana świątynia została zbudowana w latach 1898–1904. W 2014 r. powstała druga parafia rzymskokatolicka w mieście. Od 2017 r. nabożeństwa odbywają się w tymczasowej kaplicy.

## Miasta partnerskie
- Sant’Oreste, Włochy
- Rzeżyca, Łotwa
- Kupiszki, Litwa
- Rakiszki, Litwa
- Święciany, Litwa
- Szyrwinty, Litwa

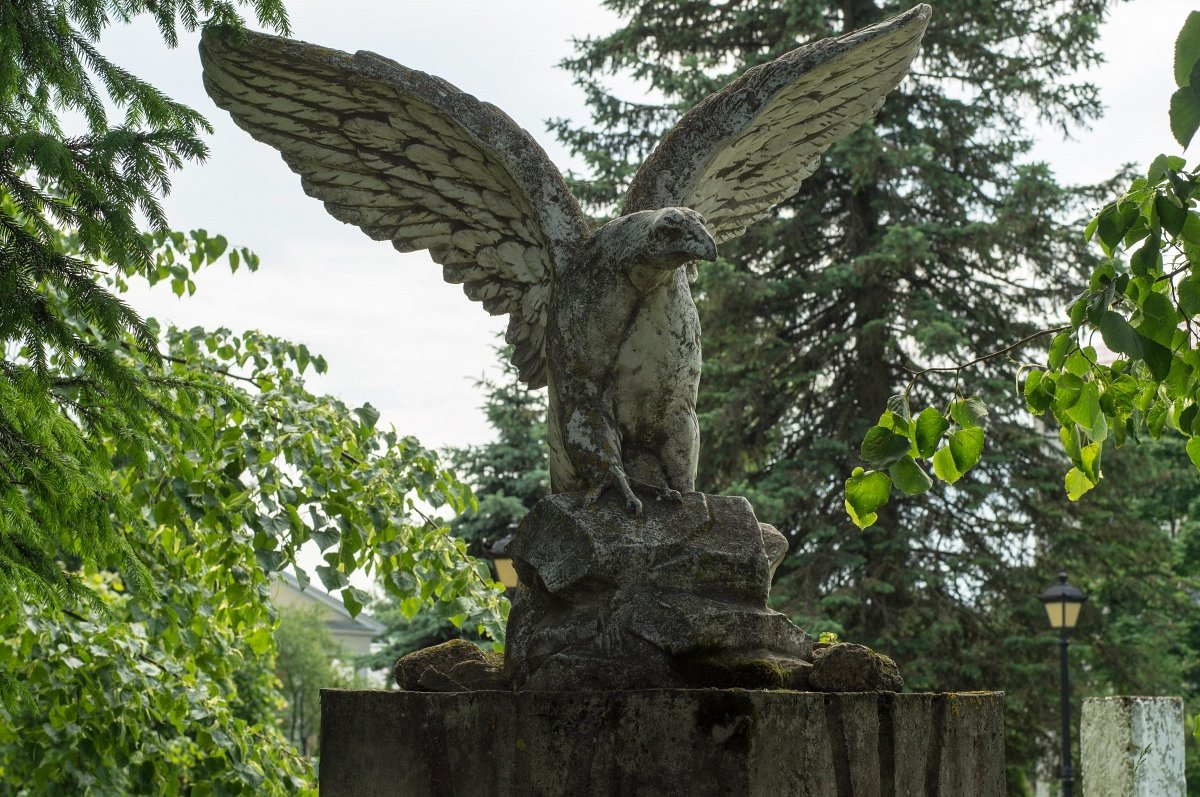
Polski pomnik z czasów II Rzeczypospolitej

- Wejherowo, Polska (31.05.2008 r. – 01.03.2022 r.)[23]
- Siemiatycze, Polska
- Kursk, Rosja
- Puszkino, Rosja
- Jõhvi, Estonia

## Ludzie związani z Postawami
- Zbigniew Ihnatowicz – polski architekt i urbanista, urodzony w Postawach
- Stanisław Jasiukiewicz – polski aktor, urodzony w Postawach
- Zygmunt Kęstowicz – polski aktor, spędził dzieciństwo w Postawach
- Władysław Nawrocki – dowódca kompanii III batalionu 159 pp, która pierwsza zdobyła miasto Postawy w 1920 r.
- Siarhiej Nawumczyk – urodzony w Postawach
- Antoni Tyzenhauz – właściciel Postaw w drugiej poł. XVIII w.
- Konstanty Tyzenhauz – zmarł w Postawach, był właścicielem miasta
- Bolesław Wojciechowicz – urodzony w Postawach

## Galeria

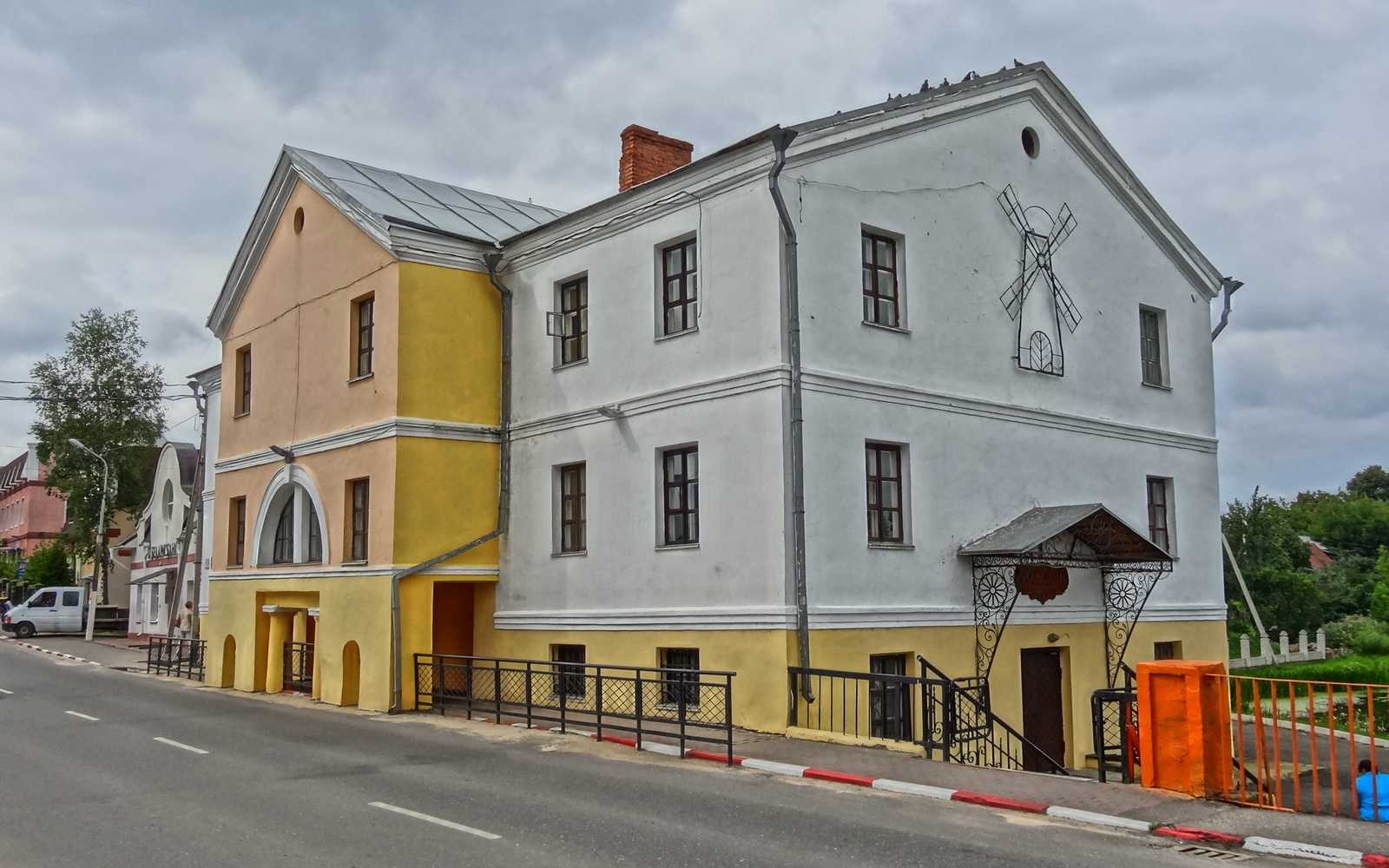
Młyn wodny
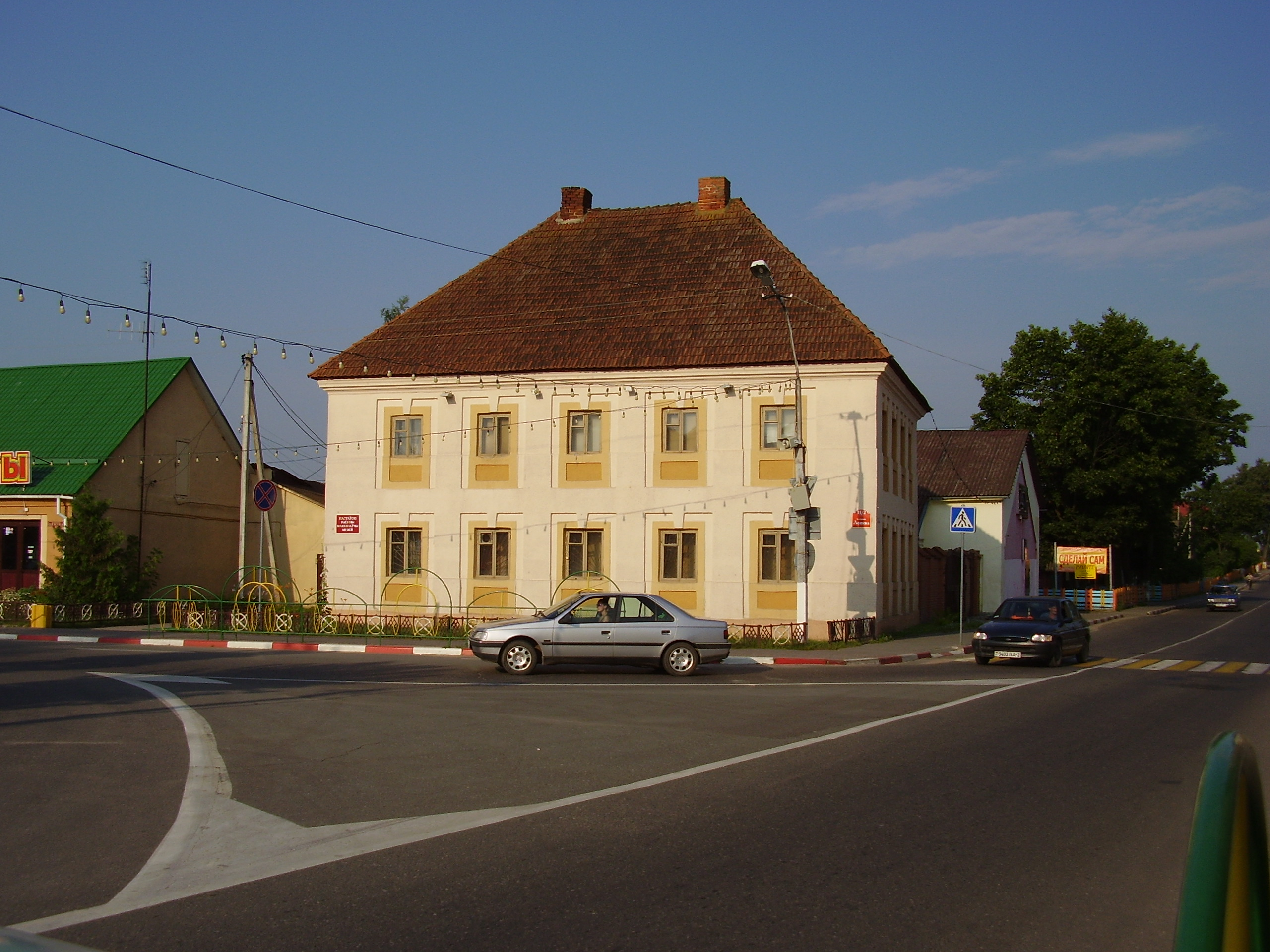
Muzeum Krajoznawcze
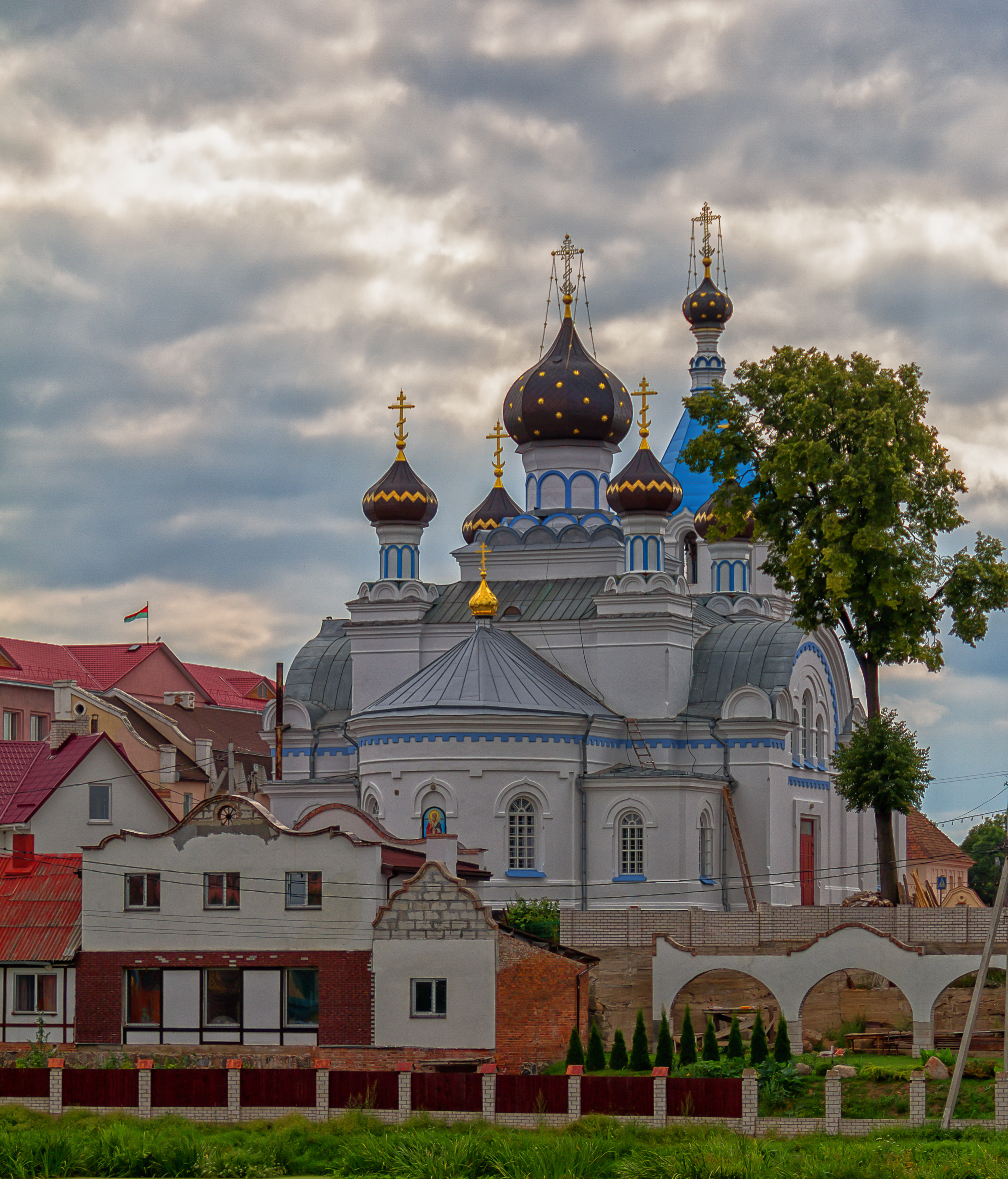
Cerkiew św. Mikołaja Cudotwórcy
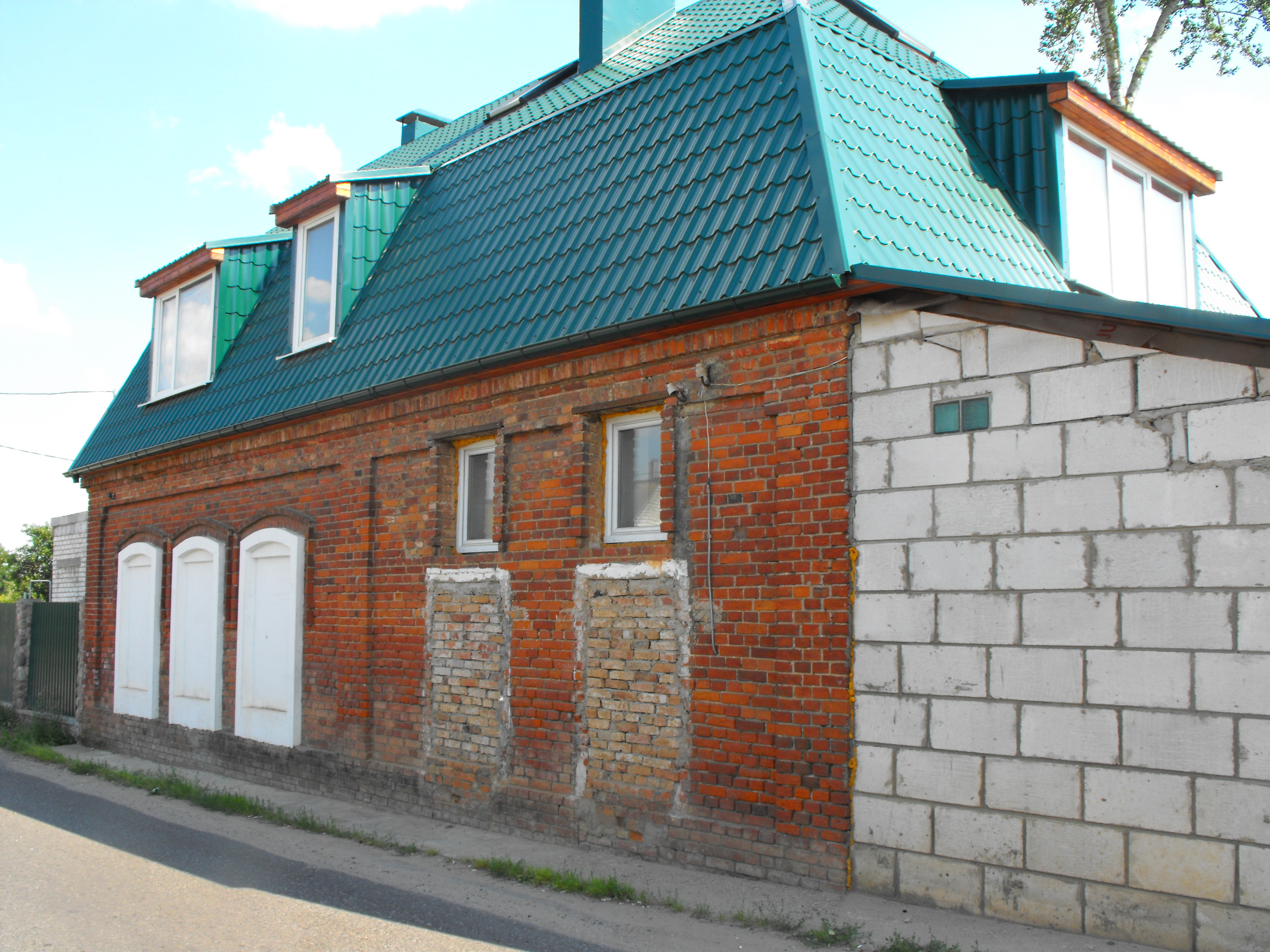
Synagoga
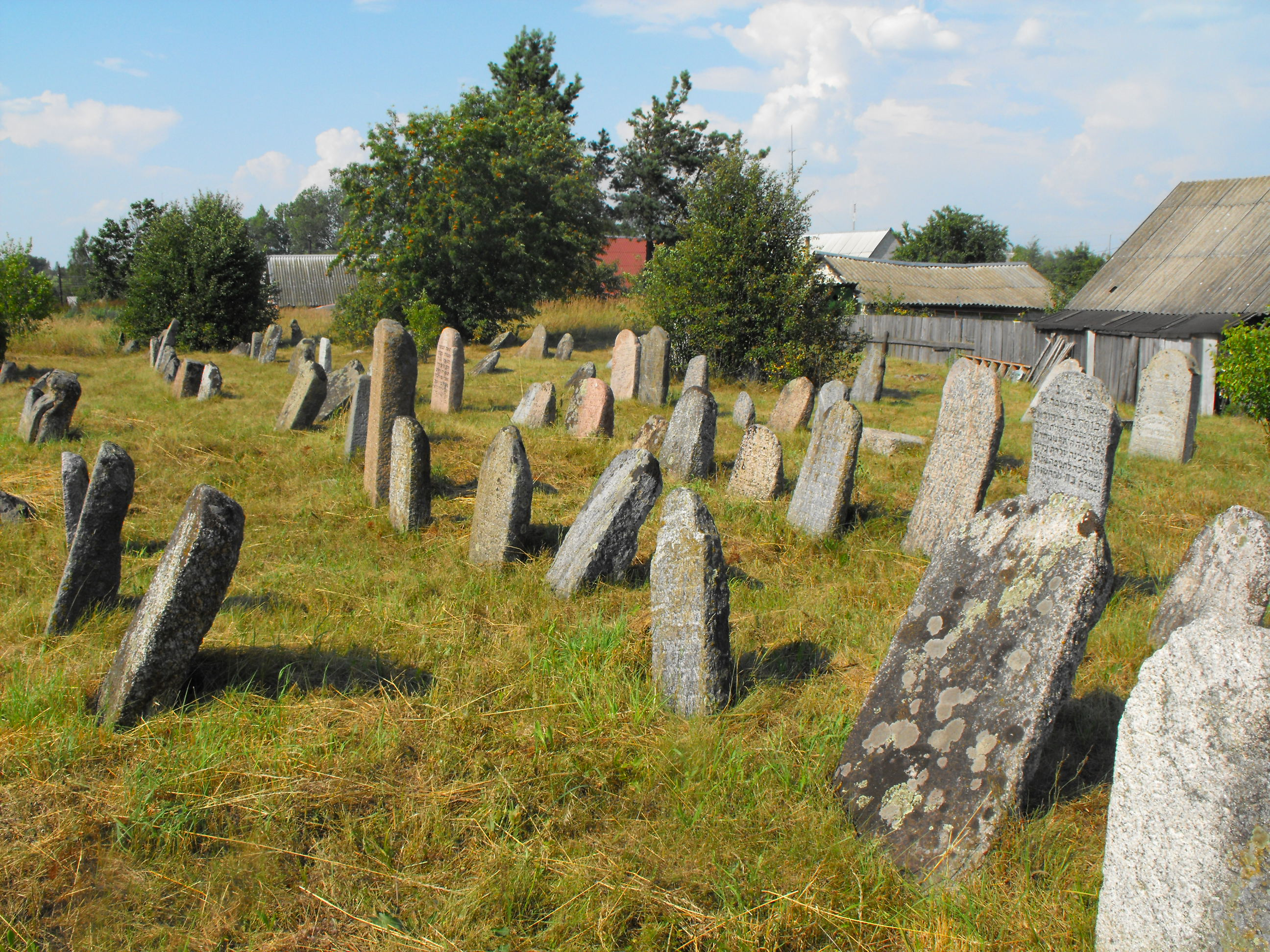
Cmentarz żydowski